# From the Cradle
《From the Cradle》은 1994년 9월 12일, 워너 브라더스 레코드가 발표한 에릭 클랩튼의 열두 번째 솔로 스튜디오 음반이다. 블루스 커버 음반과 클랩튼의 성공적인 1992년 라이브 음반 《Unplugged》의 후속곡, 이 음반은 현재까지 그의 유일한 영국 1위 음반이다.
그는 오랫동안 블루스와 인연을 맺어왔지만, 《From the Cradle》은 클랩튼의 첫 번째 블루스 음반 시도였다. 이후 그는 B.B. 킹과의 공동 작업 음반 《Riding with the King》과 로버트 존슨에 대한 헌정 음반 《Me and Mr. Johnson》 그리고 J. J. 케일과의 공동 작업 음반 《The Road to Escondido》을 녹음했다.

## 제목
이 제목은 사실 클랩튼이 직접 손으로 쓴 4행시의 마지막 구절에서 따온 것이다. CD 책자의 두 번째 페이지에 인쇄되어 있다. "All along this path I tread / My heart betrays my weary head / with nothing but my love to save / from the cradle to the grave(나는 이 모든 길을 걷고 있다/내 심장은/ 요람에서 무덤까지 내 사랑으로 지친 머리를 배신한다)."

## 평가
| 전문가 평가                           | 전문가 평가 |
| 평가 점수                             | 평가 점수   |
| 출처                                  | 점수        |
| ------------------------------------- | ----------- |
| AllMusic                              | [ 1 ]       |
| Chicago Tribune                       | [ 3 ]       |
| Entertainment Weekly                  | B−          |
| Los Angeles Times                     | [ 5 ]       |
| The Music Box                         | [ 6 ]       |
| People                                | (Positive)  |
| Robert Christgau                      | [ 8 ]       |
| The Penguin Guide to Blues Recordings | [ 9 ]       |

《From the Cradle》는 다양한 평론가들의 반응을 불러일으켰다. 올뮤직의 스티븐 토마스 얼와인은 이 음반이 거의 완벽하며, 음반의 유일한 나쁜 점은 클랩튼의 노래라고 느끼는데, 이 노래는 원래 녹음된 것을 모방했을 뿐이고 때로는 그것을 완성할 수 없다고 한다. 《엔터테인먼트 위클리》의 톰 싱클레어는 특히 크림의 라이브 버전 〈Spoonful〉의 흥분과 비교했을 때 녹음된 음반들이 "무표정"이라고 느꼈지만 다소 지루했다. 《뮤직 박스》의 존 메츠거는 음반을 홍보하기 위해 클랩튼이 《새터데이 나이트 라이브》에 출연한 것이 《From the Cradle》보다 더 강력하며 음반에 이전에 없던 것이 없다고 느꼈다. 로버트 크리스트가우는 에릭 클랩튼의 음반 작업을 손 실스와 오티스 러시에 비교하면서 클랩튼이 전자보다 더 잘 연주했지만 후자보다는 노래를 못 불렀고 〈Motherless Child〉와 〈Blues Before Sunrise〉가 음반에서 눈에 띄는 곡이라고 느꼈다고 말했다.
라이너 노트에 따르면, 이 음반은 오버더빙이나 편집 없이 스튜디오에서 라이브로 녹음되었으며, 〈Hoochie Coochie Man〉 (기타)와 〈Motherless Child〉 (타악기, 핸드랩)에 유일하게 오버더빙이 수록되어 있다.
이 음반은 클랩튼에게 1995년 그래미 어워드 전통 블루스 음반상을 안겨주었으며, 올해의 음반 부문에도 추가로 노미네이트되었다.

## 곡 목록
| #   | 제목                      | 작사·작곡                             | 재생 시간 |
| --- | ------------------------- | ------------------------------------- | --------- |
| 1.  | 〈Blues Before Sunrise〉  | 르로이 카                             | 2:58      |
| 2.  | 〈Third Degree〉          | 에디 보이드, 윌리 딕슨                | 5:07      |
| 3.  | 〈Reconsider Baby〉       | 로웰 풀슨                             | 3:20      |
| 4.  | 〈Hoochie Coochie Man〉   | 딕슨                                  | 3:16      |
| 5.  | 〈Five Long Years〉       | 보이드                                | 4:47      |
| 6.  | 〈I'm Tore Down〉         | 소니 톰슨                             | 3:02      |
| 7.  | 〈How Long Blues〉        | 카                                    | 3:09      |
| 8.  | 〈Goin' Away Baby〉       | 제임스 A. 레인                        | 4:00      |
| 9.  | 〈Blues Leave Me Alone〉  | 레인                                  | 3:36      |
| 10. | 〈Sinner's Prayer〉       | 로이드 글렌, 폴슨                     | 3:20      |
| 11. | 〈Motherless Child〉      | 로버트 힉스                           | 2:57      |
| 12. | 〈It Hurts Me Too〉       | 탐파 레드                             | 3:17      |
| 13. | 〈Someday After a While〉 | 프레디 킹, 톰슨                       | 4:27      |
| 14. | 〈Standin' Round Crying〉 | 머디 워터스                           | 3:39      |
| 15. | 〈Driftin'〉              | 찰리 브라운, 조니 무어, 에디 윌리엄스 | 3:10      |
| 16. | 〈Groaning the Blues〉    | 딕슨                                  | 6:05      |

## 인증
| 국가                                                  | 인증        | 판매량/출하량 |
| ----------------------------------------------------- | ----------- | ------------- |
| 아르헨티나 (CAPIF)                                    | 골드        | 30,000^       |
| 오스트레일리아 (ARIA)                                 | 플래티넘    | 70,000^       |
| 오스트리아 (IFPI 오스트리아)                          | 골드        | 25,000*       |
| 브라질                                                | —           | 250,000       |
| 프랑스 (SNEP)                                         | 2× 골드     | 369,800       |
| 독일 (BVMI)                                           | 골드        | 250,000^      |
| 일본 (RIAJ)                                           | 플래티넘    | 400,000       |
| 뉴질랜드 (RMNZ)                                       | 플래티넘    | 15,000^       |
| 스페인 (PROMUSICAE)                                   | 플래티넘    | 100,000^      |
| 스웨덴 (GLF)                                          | 골드        | 50,000^       |
| 스위스 (IFPI 스위스)                                  | 골드        | 25,000^       |
| 영국 (BPI)                                            | 골드        | 100,000^      |
| 미국 (RIAA)                                           | 3× 플래티넘 | 3,000,000^    |
| 요약                                                  |             |               |
| 유럽 (IFPI)                                           | 플래티넘    | 1,000,000*    |
| *판매량을 기반으로 한 인증 ^출하량을 기반으로 한 인증 |             |               |